# 哈德森維爾 (密西西比州)
哈德森維爾（英語：Hudsonville）是位於美國密西西比州馬歇爾縣的非建制地區。

## 歷史
哈德森維爾的郵局於1836年設立，其後於1943年停運。當地於1900年時有人口43人。

## 地理
哈德森維爾所處的海拔為高於海平面150米（即492英呎），而該地所採用的時區為UTC-6，即北美中部時區（CST）。同時該地設有夏令時間，為UTC-6調快一小時，即UTC-5（CDT）。